# Nova Campina
Nova Campina is een gemeente in de Braziliaanse deelstaat São Paulo. De gemeente telt 9.267 inwoners (schatting 2009).

## Aangrenzende gemeenten
De gemeente grenst aan Apiaí, Bom Sucesso de Itararé, Itapeva, Itararé en Ribeirão Branco.